# Марко Бюркі
Марко Бюркі (нім. Marco Bürki, нар. 10 липня 1993, Берн) — швейцарський футболіст, захисник клубу «Тун».
Виступав, зокрема, за «Янг Бойз» та «Зюлте-Варегем», а також молодіжну збірну Швейцарії.

## Клубна кар'єра
У дорослому футболі дебютував 2011 року виступами за «Янг Бойз», в якому провів чотири сезони, але основним гравцем не був, взявши участь лише у 25 матчах чемпіонату. Для отримання стабільної ігрової практики, протягом 2015—2017 років на правах оренди захищав кольори клубу «Тун».

## Виступи за збірні
Виступав у складі юнацької збірної Швейцарії, взяв участь у 2 іграх на юнацькому рівні.
Згодом залучався до складу молодіжної збірної Швейцарії. На молодіжному рівні зіграв у 4 офіційних матчах.

## Особисте життя
Має старшого брата Романа, який також став футболістом і виступав за збірну Швейцарії.

## Титули і досягнення
- Чемпіон Швейцарії (1):

«Янг Бойз»: 2017-18
- Володар Кубка Швейцарії (1):

«Люцерн»: 2020-21